# 人民首领宫
人民首领宫（Palazzo del Capitano del Popolo）又名巴杰罗宫，是意大利中部翁布里亚佩鲁贾的一座历史建筑，建于1473至1481年，位于圣伯多禄门区的贾科莫·马特奥迪广场（piazza Giacomo Matteotti），为上诉法庭所在地。
该建筑由建筑师Gasparino d'Antonio和 Leone di Matteo设计，外观为优雅的文艺复兴风格。

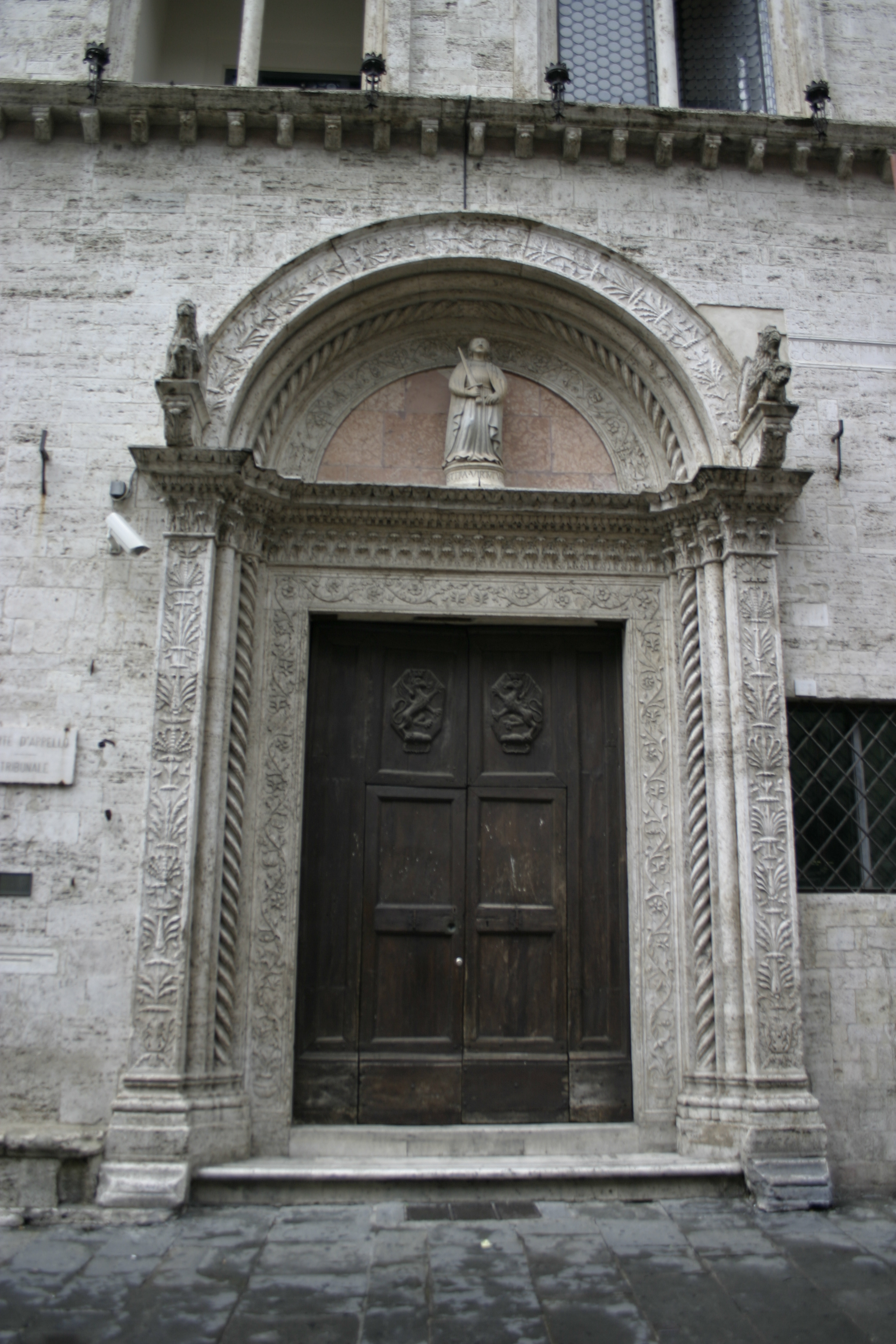
门

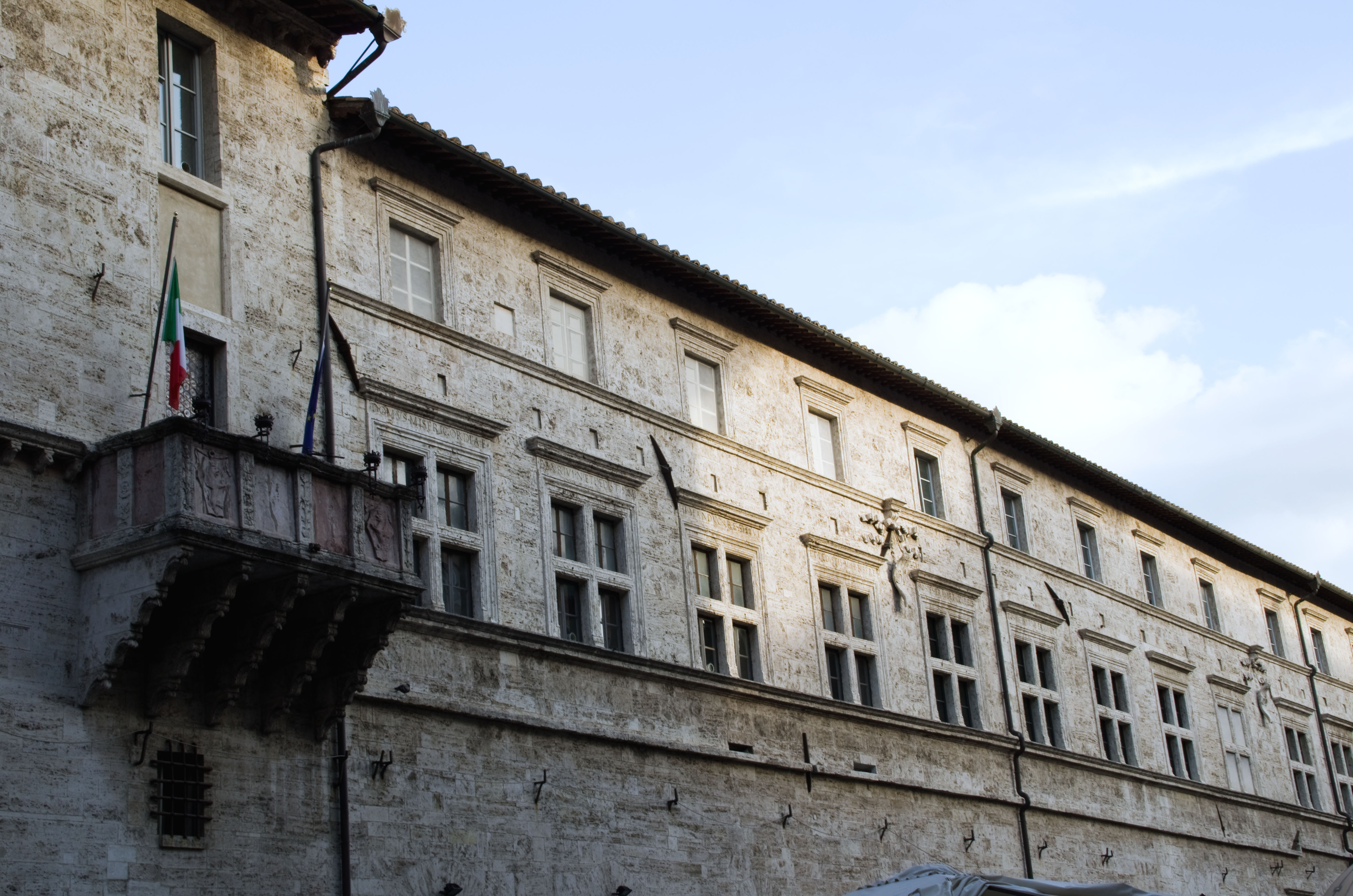

右侧相邻建筑是建于1453年的佩鲁贾大学旧楼。